# The Campfire Headphase
The Campfire Headphase el tercer álbum de estudio del grupo IDM británico Boards of Canada, lanzado en 2005 por Warp Records.
El dúo formado por los hermanos Michael Sandison y Marcus Eoin publicaron este disco tras tres años de producción, como sucesor del intrigante "Geogaddi", caracterizándose por una fuerte presencia de guitarras acústicas modificadas, y estructuras de canciones más convencionales que en álbumes anteriores.

## Lista de canciones
1. "Into the Rainbow Vein" – 0:44
2. "Chromakey Dreamcoat" – 5:47
3. "Satellite Anthem Icarus" – 6:04
4. "Peacock Tail" – 5:24
5. "Dayvan Cowboy" – 5:00
6. "A Moment of Clarity" – 0:51
7. "’84 Pontiac Dream" – 3:49
8. "Sherbet Head" – 2:41
9. "Oscar See through Red Eye" – 5:08
10. "Ataronchronon" – 1:14
11. "Hey Saturday Sun" – 4:56
12. "Constants Are Changing" – 1:42
13. "Slow This Bird Down" – 6:09
14. "Tears from the Compound Eye" – 4:03
15. "Farewell Fire" – 8:26
16. "Macquarie Ridge" – 4:57 (sólo en el lanzamiento japonés)

## Personal
- Michael Sandison: músico, autor, productor, diseño
- Marcus Eoin: músico, autor, productor, diseño
- Natasha Morton: diseño